# لالیان
لالیان (به انگلیسی: Lalian) یک تحصیل در پاکستان است که در چنیوت، پاکستان واقع شده‌است. لالیان ۱٬۵۰٬۰۰۰ نفر جمعیت دارد و ۱۷۱ متر بالاتر از سطح دریا واقع شده‌است.